# Iskander (album)
Iskander is het vierde album uit 1973 van de Nederlandse progressieve rockband Supersister. Dit conceptalbum over Alexander de Grote is het eerste en enige album met nieuwe leden Charlie Mariano (dwarsfluit, saxofoon) en Herman van Boeyen (drums). Het geluid van de plaat is anders dan de voorgaande albums van de groep. De jazz overheerst meer en de humor is verdwenen. Het nummer "Bagoas" werd als single uitgebracht maar kwam niet verder dan de tipparade. Supersister werd een jaar later opgeheven.

In 2008 werd Iskander opnieuw uitgegeven, door Esoteric Recordings.

## Nummers

### Originele LP

#### kant A
1. "Introduction" (Robert Jan Stips/Ron van Eck) - 0:41
2. "Dareios the Emperor" (Robert Jan Stips/Ron van Eck) - 4:50
3. "Alexander" (Robert Jan Stips/Ron van Eck) - 7:02
4. "Confrontation Of The Armies" (Robert Jan Stips/Ron van Eck) - 2:47
5. "The Battle" (Robert Jan Stips/Ron van Eck) - 7:58

#### kant B
1. "Bagoas" (Robert Jan Stips/Ron van Eck) - 2:53
2. "Roxane" (Robert Jan Stips) - 3:21
3. "Babylon" (Robert Jan Stips/Ron van Eck) - 7:57
4. "Looking Back (The Moral Of Herodotus)" (Ron van Eck) - 4:30

### CD-heruitgave uit 2008
1. "Introduction" - 0:41
2. "Dareios the Emperor" - 4:50
3. "Alexander" - 7:02
4. "Confrontation Of The Armies" - 2:47
5. "The Battle" - 7:58
6. "Bagoas" - 2:53
7. "Roxane" - 3:21
8. "Babylon" - 7:57
9. "Looking Back (The Moral Of Herodotus)" - 4:30
10. "Wow (The Intelligent Song)" (Single Version) - 3:35
11. "Drs. D" - 2:50
12. "Bagoas" (Single Version) - 2:43
13. "Memories Are New" (1973 Version) - 6:07

## Bezetting
- Robert Jan Stips - zang, keyboards
- Charlie Mariano - saxofoon, fluit, nadaswaram
- Ron van Eck - basgitaar
- Herman van Boeyen - drums
- Pierre Moerlen - marimba en percussie (als gastmuzikant op "Bagoas")[1]